# Військо небесне

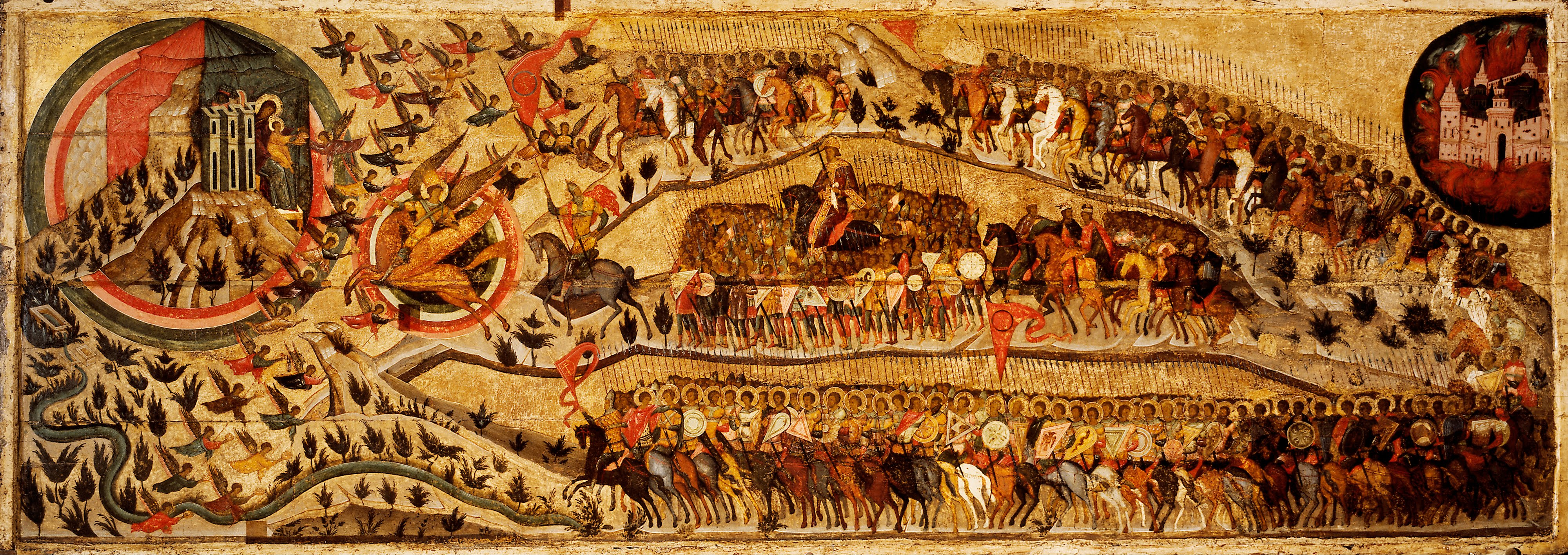
Благословенне воїнство Небесного Царя, російська ікона з 1550-х років

Небесне військо (івр. צבאות Саваот або tzva'ot, «військо») стосується до війська (Лк. 2:13) ангелів, що згадане як в єврейських, так і в християнських священних писаннях, а також в інших єврейських і християнських текстах.
Біблія подає кілька описів ангелів з військовим ухилом, зазначаючи, що вони стають «табором» (Бт. 32:1–3), виконують накази як група (Пс. 91:11–12; Мт. 13:41; Об. 7:2) і воюють (Суд. 5:20; Йова 19:12; Об. 12:7).

## Біблійні оповідання

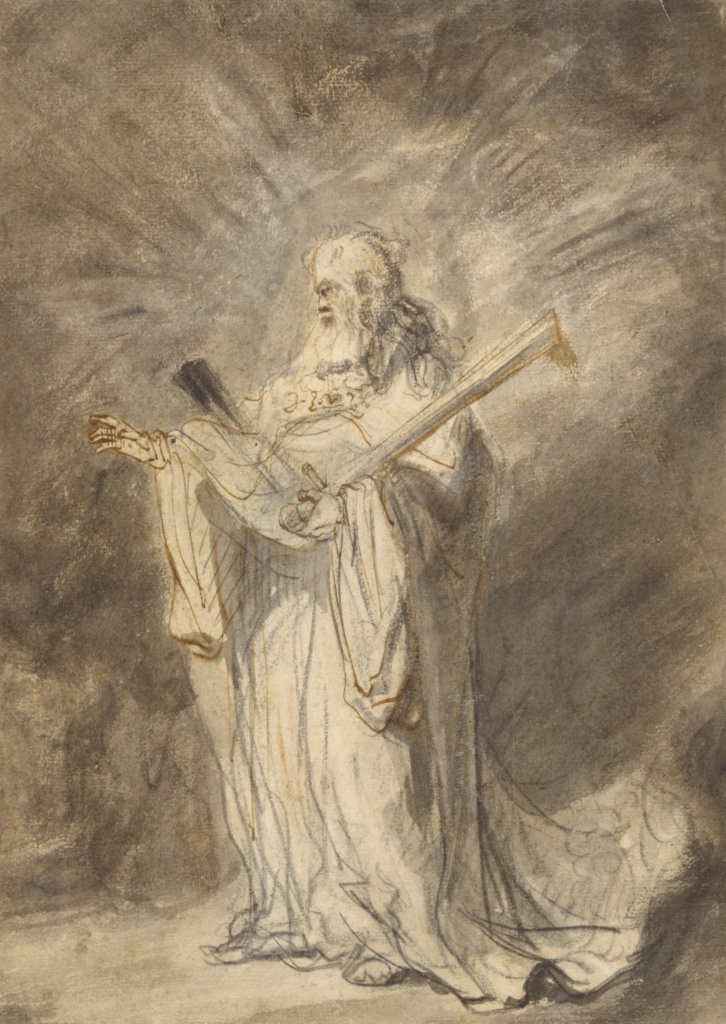
Зображення вождя війська Господнього з Ісуса Навина 5, Фердинанд Бол, 1642 рік.

У єврейській Біблії, ім'я Ягве та ім'я Елогім часто стоять разом зі словом tzevaot або Саваот («війська» або «воїнства», на івриті: צבאות), як-от ЙГВГ Елоге Цеваот («ЙГВГ Бог військ»), Елоге Цеваот («Бог військ»), Адонай ЙГВГ Цеваот («Господь ЙГВГ військ») або, найчастіше, ЙГВГ Цеваот («ЙГВГ військ»). Ця назва традиційно транслітерується українською як Саваот.
У Книзі Ісуса Навина 5:13–15, Ісус Навин зустрічає «вождя війська Господнього» в перші дні своїх походів у Землю Обіцяну. Цей безіменний небесний посланник відправлений Богом, щоб підбадьорити Ісуса до майбутніх битв за Обіцяну Землю: «І сталося, коли Ісус був при Єрихоні, то звів очі свої та й побачив, аж ось стоїть навпроти нього чоловік, а витягнений його меч у руці його. І підійшов Ісус до нього, та й сказав йому: „Чи ти наш, чи наших ворогів?“
А той відказав: „Ні, бо я вождь Господнього війська, тепер я прийшов“. І впав Ісус на обличчя своє до землі, і вклонився, та й сказав йому: „Що говорить мій пан своєму рабові?“
І сказав вождь Господнього війська до Ісуса: „Скинь взуття своє з своїх ніг, бо це місце, на якому стоїш ти, святе воно!“ І зробив Ісус так»
(Ісуса Навина 5:13–15)
У Книзі Об'явлення бунтівні сили сатани зазнають поразки від небесного війська на чолі з Архангелом Михаїлом під час війни на Небі (Об'явлення 12:7–9).

## В історичній перспективі
«Небесне військо становить історичну категорію, змістове наповнення якої змінювалося в міру розвитку людства. Той факт, що і живі ангельські сили, і неживі світила могли визначатися в Старому Завіті за допомогою того самого виразу, сучасне православне богослів'я пояснює недостатніми уявленнями про навколишню дійсність, властивими людству на зорі цивілізації. Це «коренилося в їхньому розумінні світу як живого створіння. Пояснення цьому одні з них знаходили в тому, що світ оживляється Самим Богом, інші — в тому, що світ сповнений богів. Відповідно сонце, місяць, „цариця неба“ Іштар, планета Венера і взагалі все „воїнство небесне“ виступають у ролі головних дійових осіб в язичницьких астральних культах»